# Neocyproidea otakensis
Neocyproidea otakensis is een vlokreeftensoort uit de familie van de Cyproideidae. De wetenschappelijke naam van de soort is voor het eerst geldig gepubliceerd in 1900 door Charles Chilton.